# Natasha Poly
Natalia Sergeyevna Polevshchikova(tiếng Nga: Наталья Сергеевна Полевщикова) được biết đến nhiều hơn với cái tên Natasha Poly (sinh ngày 12 tháng 7 năm 1985), cô là một người mẫu Nga.

## Cuộc đời và bắt đầu sự nghiệp
Poly sinh ra tại Perm, Liên bang Nga, bắt đầu làm người mẫu từ năm 2000 sau khi chiến thắng trong một cuộc thi tìm kiếm người mẫu tại Moskva. Lần đầu tiên trình diễn trong show của Emanuel Ungaro trong năm 2004, năm này đã cho thấy sự đột phá lớn của cô trong làng thời trang thế giới với hơn 54 show diễn tại các thành phố Mlian, Paris, New York và lên trang bìa của tạp chi Vogue Paris hai lần liên tiếp.

## Sự nghiệp
Từ năm 2004, Poly đã xuất hiện trong các chiến dịch quảng cáo, bao gồm Shiatzy Chen, Gucci, Lanvin, Louis Vuitton, Roberto Cavalli, Sonia Rykiel, Nine West, H&M, Printemps, Blumarine, Jil Sander, Missoni, Calvin Klein, Givenchy, Tse, Balmain, Neiman Marcus, Jimmy Choo, MaxMara, Alberta Ferretti, JOOP!, và Dolce & Gabbana và trinhg diễn cho các thương hiệu nổi tiếng như Balenciaga, Alexander McQueen, Chanel, Gucci, Versace và Victoria's Secret. Cô tham gia 2 show diễn của Victoria's secret trong hai năm 2005 và 2006. Riêng năm 2008 cô xuất hiện trong bảy quảng cáo của mùa thu đông (Nina Ricci, Jil Sander, Blumarine, Balmain, Cos}, Tse và Givenchy), Natasha là người mở đầu cho nhiều show diễn vào mùa xuân hè 2009.
Trong tháng 7,năm 2008 Vogue Nga phỏng vấn, trong tháng 8 năm này và tháng 3 năm 2008 Natasha lên trang bìa của tạp chí này. Cô cũng xuất hiện trên trang bìa của tạp chí Vogue các phiên bản của Tây Ban Nha, Hy Lạp, Bồ Đào Nha, Hàn Quốc, Nhật Bản, Trung Quốc, Mỹ, Đức, Úc và Pháp, ngoài ra cô thường được lên trang bìa và được các tờ tạp chí khác phỏng vấn như Numero, i-D, tạp chí V.
Cô ký hợp đồng với công ty quản lý người mấu Women tại Paris, New York và Milan, Model Management ở London, Mega Model ở Hamburg và Traffic Model ở Barcelona. Năm 2011, Natasha được xếp ở vị trí thứ 2 trong top 50 người mẫu do Models.com bình chọn cùng với Freja Beha. Cô cũng có mặt trong top 30 người mẫu di Vogue Paris bình chọn.
Poly cũng xuất hiện trong bộ lịch Pirelli do Karl Lagerfeld làm đạo diễn cùng nhiều người mẫu nổi tiếng khác.